# Simon de Fierlant
Simon de Fierlant of Fierlants ('s-Hertogenbosch, ca. 1602 – Brussel, 15 augustus 1686) was een staatsman en rechtsgeleerde in de Spaanse Nederlanden.

## Leven
De Fierlant was de zoon van rentmeester-generaal Martin Fierlants en Catherine van Eyck. Hij werd licentiaat in de rechten aan de Universiteit van Leuven en vervoegde op 18 augustus 1627 de balie bij de Raad van Brabant in Brussel. Twee jaar later werd Den Bosch ingenomen door de Republiek en verlaten door zijn katholieke familie.
In 1657 werd hij raadsheer en rekwestmeester in de Grote Raad van Mechelen, wat gepaard ging  met adelsverheffing als heer van Heetvelde en Bodegem. In 1663 werd hij naar Madrid geroepen om zitting te nemen in de Hoge Raad der Nederlanden. Hij keerde in 1668 terug naar Brussel om er kanselier van Brabant te worden. Dit hoogste ambt van het hertogdom bekleedde hij tot zijn overlijden achttien jaar later.

## Familie
De Fierlant trouwde op 10 december 1642 met Anna Maria van Reynegom (1625-1681). Samen kregen ze acht kinderen. Hun zoon François-Simon was schepen van Brussel en zag zich als eerste De Fierlant verheven tot baron; Philippe-Ignace was raadsheer in de Soevereine Raad van Brabant.

## Publicaties
- Christianissimi regis in Brabantiae ducatum praetentio refutata, 1667
- Speculum veritatis in quo cernitur catholicae doctrinae candida lux et hereticae fucus ac naevus, 1668
- Tractatus de imperio ac dignitatibus, 1675
- Austriacae domus ac gentis dilucidum jus in Burgundiae ducatum demonstrandum, 1680
- Vita Christi metrice descripta, Bruselas, 1674; Statera catholicae pietatis et haereticae invidiae, 1680
- Tres breves tractatus, primus de Calviniano stigmate, secundus de Martini Lutheri vita et morte, tertius complectitur epigrammata varia contra haereticos, 1682
- Illustrissimi domini Simonis De Fierlant Brabantiae cancellarii tractatus quattor, 1683